# Raffaele de Gregorio
Raffaele de Gregorio (Wellington, 20 maggio 1977) è un ex calciatore neozelandese, di ruolo centrocampista.

## Carriera

### Club
Dopo aver iniziato la carriera nel Western Suburbs, de Gregorio si trasferisce in Europa, dove gioca per Bohemians, Dordrecht e Clyde Football Club fino al 2002, anno del ritorno in patria nei Football Kingz. L'anno successivo torna in Europa, più precisamente in Finlandia, dove milita nel Jokerit e HJK Helsinki, a cui alterna due trasferimenti al Team Wellington. Nel 2010 viene acquistato dal Wellington Olympic, con cui conclude la propria carriera nel 2015.

### Nazionale
De Gregorio vanta 23 presenze in Nazionale, condite da due reti. Dopo l'esordio nel 2000 contro la Cina, prende anche parte alla spedizione della compagine neozelandese per la Confederations Cup 2003, dove segna anche l'unico gol della squadra nel match contro la Colombia.

## Palmarès

### Individuale
- Jack Batty Memorial Cup: 1

2009